# 中村和
中村 和（なかむら かず）は、日本のフィギュアスケート選手（アイスダンス）。現在はコーチ。パートナーは都築奈加子。千葉県出身。
1993年全日本フィギュアスケート選手権優勝。

## 経歴
1991年より都築奈加子とカップルを組み同年の全日本選手権で3位となる。その後、1992年の全日本選手権で2位となり1993年には同大会で初優勝する。
引退後はスケートのコーチとなり、現在は日本フィギュアスケーティングインストラクター協会理事を務めている。

## 主な戦績
| 大会/年      | 1991-92 | 1992-93 | 1993-94 |
| ------------ | ------- | ------- | ------- |
| 全日本選手権 | 3       | 2       | 1       |
| NHK杯        |         |         | 9       |